# Prost Grand Prix
Prost Grand Prix fue un equipo francés de Fórmula 1 dirigido por el excampeón Alain Prost. El equipo participó en las competiciones de Fórmula 1 entre 1997 y 2001 teniendo como mejor resultado un segundo puesto en el Gran Premio de España de 1997 y el Gran Premio de Europa de 1999.
Alain Prost adquirió el Equipe Ligier a principios de 1997, unos años después de su retiro, cambiándole el nombre a Prost Grand Prix. Ya en 1992, tuvo intenciones de comprar el equipo. Incluso llegó a probar el monoplaza de ese año de incógnito en miras de ser piloto-propietario.
Olivier Panis y Shinji Nakano fueron los pilotos elegidos para la primera temporada. Panis sufrió un accidente en Canadá y debió ausentarse por siete carreras. Jarno Trulli, quien lo reemplazó durante su recuperación, lo acompañó en los dos siguientes años. Para la temporada 2000, Nick Heidfeld y Jean Alesi fueron contratados. Este último se mantuvo en 2001, siendo Gastón Mazzacane inicialmente su compañero.
El equipo logró algunas destacadas actuaciones, en particular, gracias al piloto Olivier Panis y logró un convenio para utilizar los motores producidos por Peugeot, pero esto no fue suficiente para llevarlo a los primeros puestos y a principios de 2002 el equipo debió cerrar sus puertas después de que una corte lo declarara en quiebra.
Tras esto, hubo intentos de un grupo empresario DART de utilizar sus coches en la temporada 2002, pero la FIA los rechazó finalmente.

## Monoplazas
La siguiente galería muestra los diferentes modelos utilizados por Prost en Fórmula 1.
- 1997-2001

## Resultados

### Fórmula 1
(Clave) (negrita indica pole position) (cursiva indica vuelta rápida)

| Año     | Chasis | Motor                        | Neu. | N.º | Pilotos               | 1   | 2   | 3   | 4   | 5   | 6   | 7   | 8   | 9   | 10  | 11  | 12  | 13  | 14  | 15  | 16  | 17  | Puntos | Pos. |
| ------- | ------ | ---------------------------- | ---- | --- | --------------------- | --- | --- | --- | --- | --- | --- | --- | --- | --- | --- | --- | --- | --- | --- | --- | --- | --- | ------ | ---- |
| 1997    | JS45   | Mugen-Honda MF-301HB 3.0 V10 | B    |     |                       | AUS | BRA | ARG | SMR | MON | ESP | CAN | FRA | GBR | GER | HUN | BEL | ITA | AUT | LUX | JPN | EUR | 21     | 6.º  |
| 1997    | JS45   | Mugen-Honda MF-301HB 3.0 V10 | B    | 14  | Olivier Panis         | 5   | 3   | Ret | 8   | 4   | 2   | 11† |     |     |     |     |     |     |     | 6   | Ret | 7   | 21     | 6.º  |
| 1997    | JS45   | Mugen-Honda MF-301HB 3.0 V10 | B    | 14  | Jarno Trulli          |     |     |     |     |     |     |     | 10  | 8   | 4   | 7   | 15  | 10  | Ret |     |     |     | 21     | 6.º  |
| 1997    | JS45   | Mugen-Honda MF-301HB 3.0 V10 | B    | 15  | Shinji Nakano         | 7   | 14  | Ret | Ret | Ret | Ret | 6   | Ret | 11  | 7   | 6   | Ret | 11  | Ret | Ret | Ret | 10  | 21     | 6.º  |
| 1998    | AP01   | Peugeot A16 3.0 V10          | B    |     |                       | AUS | BRA | ARG | SMR | ESP | MON | CAN | FRA | GBR | AUT | GER | HUN | BEL | ITA | LUX | JPN |     | 1      | 9.º  |
| 1998    | AP01   | Peugeot A16 3.0 V10          | B    | 11  | Olivier Panis         | 9   | Ret | 15† | 11† | 16† | Ret | Ret | 11  | Ret | Ret | 15  | 12  | DNS | Ret | 12  | 11  |     | 1      | 9.º  |
| 1998    | AP01   | Peugeot A16 3.0 V10          | B    | 12  | Jarno Trulli          | Ret | Ret | 11  | Ret | 9   | Ret | Ret | Ret | Ret | 10  | 12  | Ret | 6   | 13  | Ret | 12† |     | 1      | 9.º  |
| 1999    | AP02   | Peugeot A18 3.0 V10          | B    |     |                       | AUS | BRA | SMR | MON | ESP | CAN | FRA | GBR | AUT | GER | HUN | BEL | ITA | EUR | MYS | JPN |     | 9      | 7.º  |
| 1999    | AP02   | Peugeot A18 3.0 V10          | B    | 18  | Olivier Panis         | Ret | 6   | Ret | Ret | Ret | 9   | 8   | 13  | 10  | 6   | 10  | 13  | 11† | 9   | Ret | Ret |     | 9      | 7.º  |
| 1999    | AP02   | Peugeot A18 3.0 V10          | B    | 19  | Jarno Trulli          | Ret | Ret | Ret | 7   | 6   | Ret | 7   | 9   | 7   | Ret | 8   | 12  | Ret | 2   | Ret | Ret |     | 9      | 7.º  |
| 2000    | AP03   | Peugeot A20 3.0 V10          | B    |     |                       | AUS | BRA | SMR | GBR | ESP | EUR | MON | CAN | FRA | AUT | GER | HUN | BEL | ITA | USA | JPN | MYS | 0      | 11.º |
| 2000    | AP03   | Peugeot A20 3.0 V10          | B    | 14  | Jean Alesi            | Ret | Ret | Ret | 10  | Ret | 9   | Ret | Ret | 14  | Ret | Ret | Ret | Ret | 12  | Ret | Ret | 11  | 0      | 11.º |
| 2000    | AP03   | Peugeot A20 3.0 V10          | B    | 15  | Nick Heidfeld         | 9   | Ret | Ret | Ret | 16  | EX  | 8   | Ret | 12  | Ret | 12† | Ret | Ret | Ret | 9   | Ret | Ret | 0      | 11.º |
| 2001    | AP04   | Acer (Ferrari) 01A 3.0 V10   | M    |     |                       | AUS | MYS | BRA | SMR | ESP | AUT | MON | CAN | EUR | FRA | GBR | GER | HUN | BEL | ITA | USA | JPN | 4      | 9.º  |
| 2001    | AP04   | Acer (Ferrari) 01A 3.0 V10   | M    | 22  | Jean Alesi            | 9   | 9   | 8   | 9   | 10  | 10  | 6   | 5   | 15  | 12  | 11  | 6   |     |     |     |     |     | 4      | 9.º  |
| 2001    | AP04   | Acer (Ferrari) 01A 3.0 V10   | M    | 22  | Heinz-Harald Frentzen |     |     |     |     |     |     |     |     |     |     |     |     | Ret | 9   | Ret | 10  | 12  | 4      | 9.º  |
| 2001    | AP04   | Acer (Ferrari) 01A 3.0 V10   | M    | 23  | Gastón Mazzacane      | Ret | 12  | Ret | Ret |     |     |     |     |     |     |     |     |     |     |     |     |     | 4      | 9.º  |
| 2001    | AP04   | Acer (Ferrari) 01A 3.0 V10   | M    | 23  | Luciano Burti         |     |     |     |     | 11  | 11  | Ret | 8   | 12  | 10  | Ret | Ret | Ret | DNS |     |     |     | 4      | 9.º  |
| 2001    | AP04   | Acer (Ferrari) 01A 3.0 V10   | M    | 23  | Tomáš Enge            |     |     |     |     |     |     |     |     |     |     |     |     |     |     | 12  | 14  | Ret | 4      | 9.º  |
| Fuente: |        |                              |      |     |                       |     |     |     |     |     |     |     |     |     |     |     |     |     |     |     |     |     |        |      |